# Climax (Minnesota)
Pour les articles homonymes, voir Climax.
La ville américaine de Climax est située dans le comté de Polk, dans l’État du Minnesota. Sa population s’élevait à 267 habitants lors du recensement de 2010, estimée à 263 habitants en 2016.